# Dmitri Alexejewitsch Loginow
Dmitri Alexejewitsch Loginow (russisch Дмитрий Алексеевич Логинов; * 2. Februar 2000 in Krasnojarsk) ist ein russischer Snowboarder. Er startet in den Paralleldisziplinen.

## Werdegang
Loginow startete im Oktober 2015 in Landgraaf erstmals im Europacup und belegte dabei die Plätze 39 und 33 jeweils im Parallelslalom. Im Januar 2016 erreichte er im Parallelslalom in Stara Planina mit dem zweiten Platz seine erste Podestplatzierung und errang zum Saisonende den 14. Platz in der Parallelwertung des Europacups. Bei den Snowboard-Juniorenweltmeisterschaften 2016 in Rogla holte er die Goldmedaille im Parallelslalom. Zu Beginn der Saison 2016/17 debütierte er in Carezza in Snowboard-Weltcup und kam dabei auf den 49. Platz im Parallel-Riesenslalom. Im Februar 2017 gewann er beim Europäischen Olympischen Winter-Jugendfestival in Erzurum die Goldmedaille im Parallel-Riesenslalom und bei den Snowboard-Juniorenweltmeisterschaften 2017 in Klinovec jeweils die Silbermedaille im Parallelslalom und im Parallel-Riesenslalom. Bei den Snowboard-Weltmeisterschaften 2017 in Sierra Nevada belegte er den 39. Platz im Parallelslalom und den neunten Rang im Parallel-Riesenslalom. In der Saison 2017/18 erreichte er in Cortina d’Ampezzo mit dem dritten Platz im Parallelslalom seine erste Podestplatzierung im Weltcup und holte im Parallelslalom in Bad Gastein seinen ersten Weltcupsieg. Beim Saisonhöhepunkt, den Olympischen Winterspielen 2018 in Pyeongchang, belegte er den 32. Platz im Parallel-Riesenslalom. Die Saison beendete er auf dem zweiten Platz im Parallelslalom-Weltcup. Im September 2018 gewann er bei den Juniorenweltmeisterschaften in Cardrona im Parallelslalom und im Parallel-Riesenslalom jeweils die Goldmedaille.
In der Saison 2018/19 erreichte Loginow mit sieben Top-Zehn-Platzierungen, darunter zwei zweite Plätze, den siebten Platz im Parallel-Riesenslalom-Weltcup, den fünften Rang im Parallelslalom und den vierten Platz im Parallelweltcup. Bei den Snowboard-Weltmeisterschaften 2019 in Park City wurde er Weltmeister im Parallelslalom und Parallel-Riesenslalom. Anfang April 2019 holte er bei den Juniorenweltmeisterschaften in Rogla die Goldmedaille im Parallel-Riesenslalom. In der folgenden Saison wurde er im Parallel-Riesenslalom in Pyeongchang Zweiter und holte im Parallel-Riesenslalom in Blue Mountain seinen zweiten Weltcupsieg. Er errang damit den siebten Platz im Parallelslalom-Weltcup und jeweils den dritten Platz im Parallelweltcup und Parallel-Riesenslalom-Weltcup. Bei den Snowboard-Juniorenweltmeisterschaften 2020 im Lachtal holte er im Parallel-Riesenslalom, Parallelslalom und im Teamwettbewerb jeweils die Goldmedaille. Nach Platz zehn in Cortina d’Ampezzo zu Beginn der Saison 2020/21, errang er in Bad Gastein den zweiten Platz und siegte in Bannoye jeweils im Parallel-Riesenslalom und Parallelslalom. Beim Saisonhöhepunkt, den Snowboard-Weltmeisterschaften 2021 in Rogla, gewann er die Bronzemedaille im Parallelslalom und die Goldmedaille im Parallel-Riesenslalom. Die Saison beendete er auf dem dritten Platz im Parallel-Weltcup und auf dem zweiten Rang im Parallelslalom-Weltcup.
In der Saison 2021/22 wurde Loginow mit sechs Top-Zehn-Platzierungen, darunter je einen zweiten und ersten Platz, Fünfter im Parallel-Weltcup. Bei den Olympischen Winterspielen 2022 in Peking errang er den zehnten Platz im Parallel-Riesenslalom.

## Sonstiges
Loginow ist Mitglied der Streitkräfte Russlands im Rang eines Praporschtschiks.

## Teilnahmen an Weltmeisterschaften und Olympischen Winterspielen

### Olympische Winterspiele
- 2018 Pyeongchang: 32. Platz Parallel-Riesenslalom
- 2022 Peking: 10. Platz Parallel-Riesenslalom

### Snowboard-Weltmeisterschaften
- 2017 Sierra Nevada: 9. Platz Parallel-Riesenslalom, 39. Platz Parallelslalom
- 2019 Park City: 1. Platz Parallel-Riesenslalom, 1. Platz Parallelslalom
- 2021 Rogla: 1. Platz Parallel-Riesenslalom, 3. Platz Parallelslalom

## Platzierungen im Weltcup

### Weltcupsiege
| Nr. | Datum           | Ort           | Disziplin             |
| --- | --------------- | ------------- | --------------------- |
| 1.  | 12. Januar 2018 | Bad Gastein   | Parallelslalom        |
| 2.  | 1. März 2020    | Blue Mountain | Parallel-Riesenslalom |
| 3.  | 6. Februar 2021 | Bannoye       | Parallel-Riesenslalom |
| 4.  | 7. Februar 2021 | Bannoye       | Parallelslalom        |
| 5.  | 8. Januar 2022  | Scuol         | Parallel-Riesenslalom |

### Weltcup-Gesamtplatzierungen
| Saison  | Parallel | Parallel | Parallel-Riesenslalom | Parallel-Riesenslalom | Parallelslalom | Parallelslalom |
| Saison  | Punkte   | Platz    | Punkte                | Platz                 | Punkte         | Platz          |
| ------- | -------- | -------- | --------------------- | --------------------- | -------------- | -------------- |
| 2016/17 | 225,3    | 45.      | 197,3                 | 40.                   | 28             | 52.            |
| 2017/18 | 2588,7   | 15.      | 788,7                 | 30.                   | 1800           | 2.             |
| 2018/19 | 3812,2   | 4.       | 2212,2                | 7.                    | 1600           | 5.             |
| 2019/20 | 3832     | 3.       | 2882                  | 3.                    | 950            | 7.             |
| 2020/21 | 333      | 3.       | 142                   | 12.                   | 191            | 2.             |
| 2021/22 | 326      | 5.       | 252                   | 4.                    | 74             | 16.            |